# Ateísmo en Uruguay
El ateísmo en Uruguay, existe formalmente desde el período de secularización política (1859-1919), durante los períodos del presidente José Batlle y Ordóñez en las primeras décadas del siglo XX, se impulsó el ateísmo en el país, en el censo de 1908, fueron incluidos junto a los agnósticos y librepensadores en una misma categoría. 

## Historia
Previamente, el país había sido durante mucho tiempo una sociedad secular.[cita requerida] Con el relativamente menor papel de la iglesia en la época colonial, en comparación con otras partes del Imperio Español, por motivos internos[¿cuál?]. El pequeño número de indígenas charrúas, y su resistencia al proselitismo Católico.[cita requerida]
La inmensa llegada de inmigrantes italianos, españoles y franceses durante el siglo XIX, ya que desde la formación republicana, el movimiento del Partido Colorado estaba influyendo en las libertades laicas políticas. Sin embargo, la Iglesia Católica como institución luchó por mantenerse sólida e influyente en el país. Entre 1859 y 1919, el positivismo modeló el concepto y la formación de la nación, y progresivamente alojaron la parte religiosa en lo privado.

## Estadísticas
El ateísmo es una creencia existente desde tiempos lejanos, aunque siempre de forma minoritaria. Con la caracterización que en tiempos antiguos no solo estuvo dispersa entre círculos intelectuales, a diferencia, del resto del mundo.
Hacia principios de 1800, World Christian Encyclopedia encontró que el 38% de los habitantes se consideraban como libres de la religión. Sin embargo, la identidad secular se consolidaría a finales del Siglo. Durante todo el siglo XX, se estimaría que entre 35 y 37% de Uruguayos se definirían como no religiosos, pero en ese grupo el ateísmo rondaría entre 6 y 10%, por una caída entre las décadas 1940 y 1960. A partir del siglo XXI, Zuckerman estimó que el 12% de Uruguayos eran ateos, y el INE estimaría un 17-18% de ateos y agnósticos juntos. En cuanto a los no religiosos escépticos (no ateos o agnósticos), académicos consideran que han disminuido, pero en cambio un nuevo grupo de no religiosos influenciados por corrientes como la metafísica o la nueva era han surgido.
Según la corporación encuestadora Latinobarómetro, entre 1996 y 2013 el número de ateos/agnósticos/ninguna se expandió de 18 a 38%, reconociendo que Uruguay sería desde hace tiempo el país más secular de América Latina, y consolidándose con esa posición. Nótese, que en esas estadísticas, hacia 1996 estimaron un 16% de otras religiones.